# Elimaico
El alfabeto elimaico era un alfabeto consonántico derivado del alfabeto arameo. Se escribía de derecha a izquierda y sus letras no se unen a las letras adyacentes. El elimaico se usaba en el antiguo estado de Elimaida, un estado semiindependiente que existió desde el siglo II a. C. hasta principios del siglo III d. C., frecuentemente un vasallo bajo control del Imperio Parto, en la actual región de Juzestán, Irán (Susiana).

## Unicode
El alfabeto elimaico se agregó recientemente al estándar Unicode, en marzo de 2019 con el lanzamiento de la versión 12.0.
El bloque Unicode para el elimaico es U+10FE0 – U+10FFF:
| Elymaic Official Unicode Consortium code chart (PDF)                         |   |   |   |   |   |   |   |   |   |   |   |   |   |   |   |   |
|                                                                              | 0 | 1 | 2 | 3 | 4 | 5 | 6 | 7 | 8 | 9 | A | B | C | D | E | F |
| U+10FEx                                                                      | 𐿠 | 𐿡 | 𐿢 | 𐿣 | 𐿤 | 𐿥 | 𐿦 | 𐿧 | 𐿨 | 𐿩 | 𐿪 | 𐿫 | 𐿬 | 𐿭 | 𐿮 | 𐿯 |
| U+10FFx                                                                      | 𐿰 | 𐿱 | 𐿲 | 𐿳 | 𐿴 | 𐿵 | 𐿶 |   |   |   |   |   |   |   |   |   |
| Notes 1. Desde Unicode versión 13.0 2. Área gris indica códigos no asignados |   |   |   |   |   |   |   |   |   |   |   |   |   |   |   |   |